# Georg Friedrich Benecke

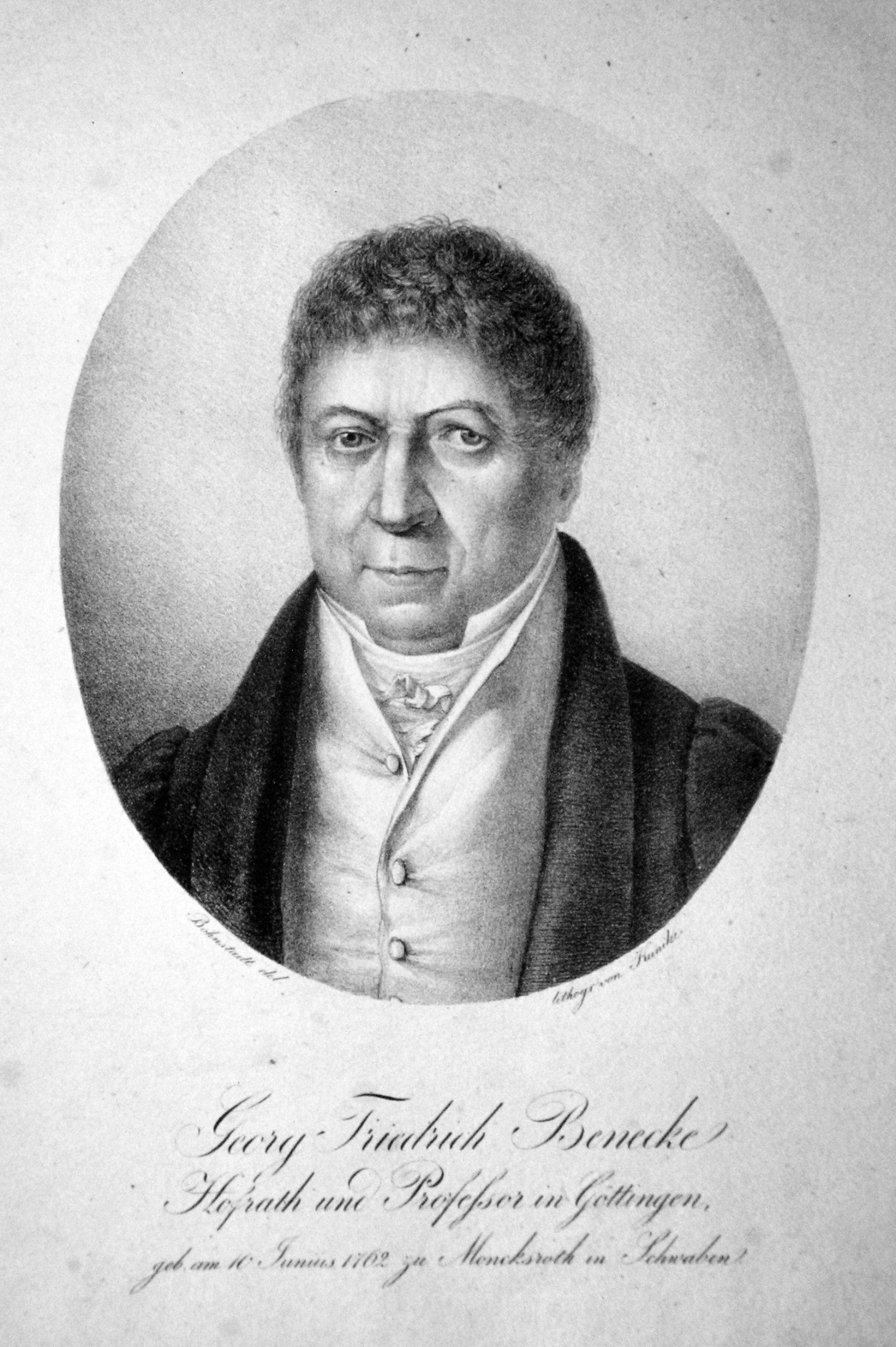
Georg Friedrich Benecke

Georg Friedrich Benecke (10. června 1762, Mönchsroth – 21. srpna 1844, Göttingen) byl německý filolog a knihovník.

## Biografie
Poté, co ukončil školní docházku v Nördlingenu a Augsburgu, studoval v letech 1780–1784 teologii na univerzitě v Göttingenu. Od roku 1789 byl zaměstnán jako knihovník. Roku 1805 zde byl jmenován mimořádným, o 8 let později již řádným profesorem. Vyučoval na univerzitě úvod do studia anglického jazyka a literatury, starší německý jazyk, či dějiny literatury.

### Postum (spoluautor)
- Mittelhochdeutsches Wörterbuch: mit Benutzung des Nachlasses von Georg Friedrich Benecke. Leipzig : Hirzel, 1863.